# Статейка
путевой пост Статейка — упразднённый посёлок в Варненском районе Челябинской области. На момент упразднения входил в состав Варненского сельсовета. Исключен из учётных данных в 1978 г.

## География
Располагался у закрытого остановочного пункта Статейка на железнодорожной линии Карталы — Никель Южно-Уральской железной дороги, на расстоянии примерно 2,5 км (по прямой) к северо-западу от поселка Заречье.

## История
По данным на 1970 год посёлок входил в состав Варненского сельсовета.
Исключен из учётных данных решением Челябинского областного Совета народных депутатов от 24.01.1978 года № 45.

## Население
| 1970 | 1977 |
| ---- | ---- |
| 5    | ↘0   |